# Едуи
Едуите или хедуи (на латински: Aedui, Haedui) са галско племе от Лугдунска Галия, населяващи територията между реките Арар (Сона) и Лигер (Лоара) в днешна Франция. По време на пристигането си в Галия (58 г. пр.н.е.), Цезар възстановява тяхната независимост. Въпреки това, едуите се присъединяват към галската коалиция срещу Цезар (B. G. vii. 42). След предаването на Верцингеторикс при Алезия, отново изказват верността си към Цезар.